# Systropha krigei
Systropha krigei là một loài Hymenoptera trong họ Halictidae. Loài này được Brauns mô tả khoa học năm 1926.